# Neottia pantlingii
Neottia pantlingii là một loài thực vật có hoa trong họ Lan. Loài này được (W.W.Sm.) Tang & F.T.Wang mô tả khoa học đầu tiên năm 1951.